# 魏尔 (奥地利)
魏尔是奥地利上奥地利州施泰尔兰县的一个市镇。总面积223.8平方公里，总人口4525人，人口密度20.2人/平方公里（2005年）。